# Condate consocia
Condate consocia là một loài bướm đêm trong họ Erebidae.